# Chuckie Egg
Chuckie Egg è un videogioco a piattaforme ambientato in un pollaio, pubblicato inizialmente nel 1983 per BBC Micro e ZX Spectrum dall'azienda britannica A&F Software e successivamente uscito per molti altri home computer.
Venne concepito e realizzato su Spectrum dall'allora adolescente Nigel Alderton, che prese ispirazione da Space Panic e Donkey Kong, ed è ricordato come uno dei maggiori classici dello Spectrum e del BBC Micro. La A&F vendette nel complesso oltre un milione di copie.
Per ZX Spectrum vennero pubblicati commercialmente da terzi tre diversi editor di livelli per Chuckie Egg.
Nel 1985 uscì un seguito, Chuckie Egg II, per un minor numero di piattaforme e più orientato al genere avventura dinamica.
Esistono vari remake di Chuckie Egg per Windows, Android e browser.

## Modalità di gioco
Il giocatore controlla Hen House Harry, un omino con cappello con l'obiettivo di raccogliere tutte le uova sparse in un enorme pollaio. Ogni livello è una schermata fissa formata da piattaforme orizzontali e scale a pioli di varia lunghezza e disposizione. In alcuni livelli è presente anche un ascensore, sotto forma di due pedane che salgono in continuazione.
Ci sono sempre 12 uova da raccogliere per completare il livello, a volte sospese in aria, e dei mucchietti di becchime che non è obbligatorio raccogliere, ma aumentano il punteggio.
I nemici sono anatre giganti che si aggirano camminando su piattaforme e scale in modo casuale, e fanno perdere una vita a Harry se lo toccano. Possono anche mangiare il becchime se lo incontrano sulla propria strada. Harry non ha armi, può saltare per raggiungere piattaforme vicine, ma non abbastanza in alto da scavalcare un'anatra sullo stesso piano.
Le cadute da qualsiasi altezza non sono letali, a meno che si precipiti oltre il fondo dello schermo.
Ogni livello ha anche un tempo limitato; se lo si esaurisce si perde una vita, mentre se si completa il livello si ottiene un bonus proporzionale al tempo avanzato.
Ci sono livelli con otto possibili conformazioni che si ripetono ciclicamente, aumentando la difficoltà. In particolare un'enorme mamma anatra, che nel primo ciclo di livelli appare chiusa in una gabbia e innocua, a partire dal livello 9 è libera e diventa un nemico, in grado di inseguire direttamente Harry e di volare attraverso le piattaforme, anche se con una certa inerzia.